# День береговой охраны США
«День береговой охраны США» (англ. United States Coast Guard Day) — неофициальный профессиональный праздник работников береговой охраны, который отмечается в Соединённых Штатах Америки ежегодно, 4 августа.
Дата празднования «Дня береговой охраны США» была выбрана не случайно. Именно в этот день, четвёртого августа в 1790 году, Конгресс США, принял решение о строительстве военно-морского флота Соединённых штатов под председательством министра финансов Александра Гамильтона. На момент принятия этого решения, военно-морские силы республики состояли из десятка малых и средних судов.
Ежегодно в «День береговой охраны США» в штате Мичиган, в городке Гран-Хэйвен (en:Grand Haven, Michigan), который неофициально именуют «городом морской гвардии», проходит масштабный фестиваль береговой охраны ВМС Соединённых Штатов. Спонсором этого фестиваля выступает мэрия Гран-Хэйвена.
«День береговой охраны» не является нерабочим днём если, в зависимости от года, не выпадает на выходной день.